# Về cách ứng xử giữa con người

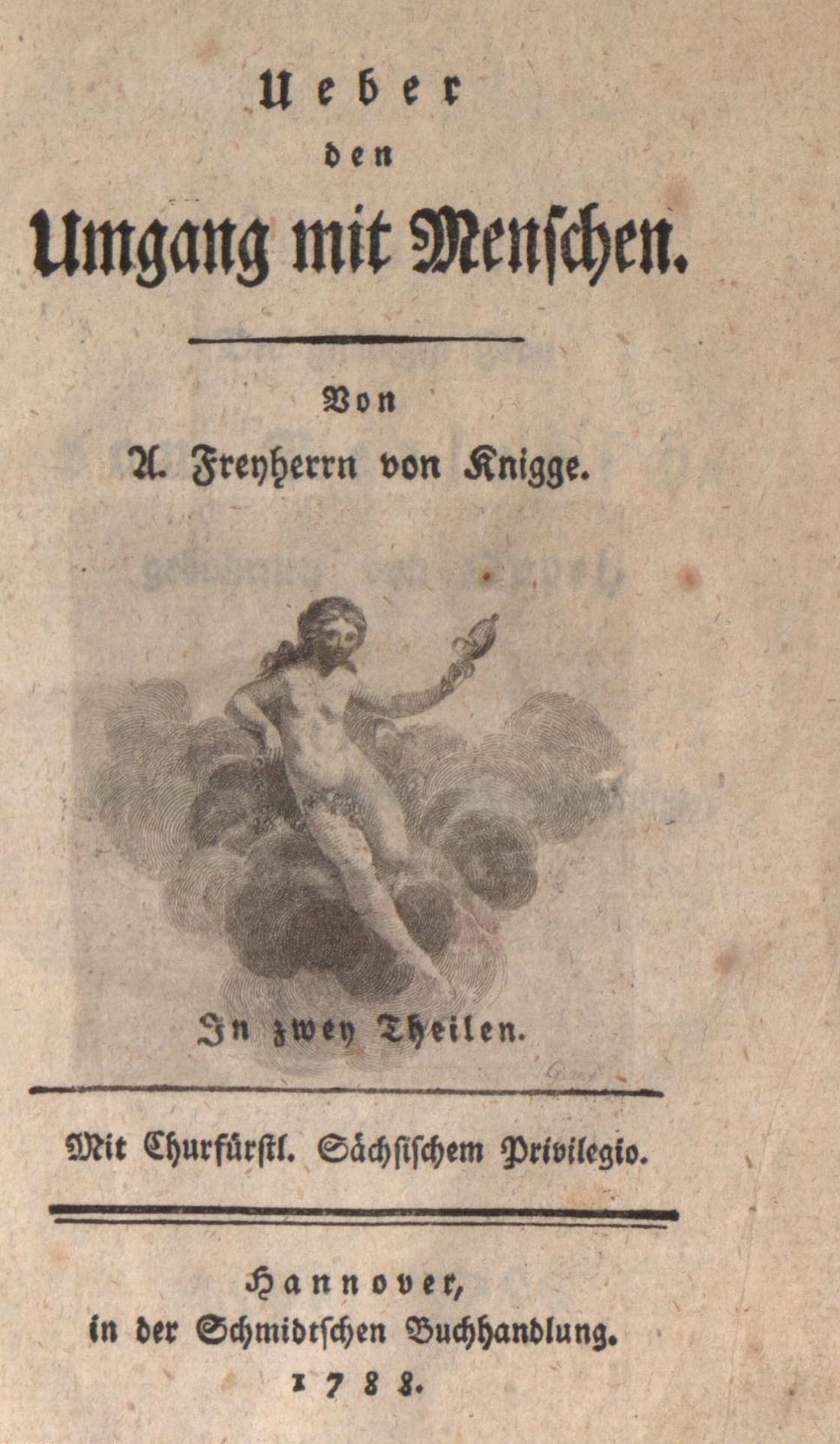
Bìa của ấn bản 1

Về cách ứng xử giữa con người là tác phẩm nổi tiếng nhất của nhà văn Đức Adolph Freiherr Knigge (1752-1796). Nó xuất hiện lần đầu vào năm 1788. Cuốn sách bàn về những cách thức ứng xử tốt chứ không nói về nghi thức. Nó không chỉ viết về phép xã giao mà chủ yếu là về mặt luân lý của đề tài.

## Ấn bản

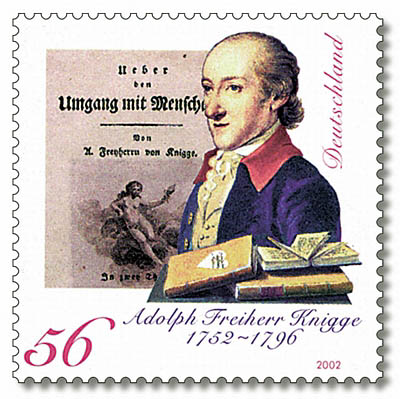
Tem Đức 2002 với bìa sách ở đằng sau

Cuốn sách Về cách ứng xử giữa con người thành công khi Knigge còn sống. Có 1788 cuốn đã được xuất bản, được gọi tắt là Knigge. Trong cùng năm đó đã được tái ấn bản. Lần ấn bản thứ ba, thứ tư và thứ năm lần lượt được thực hiện vào các năm 1790, 1792 và 1796. Khi ông qua đời, cuốn sách của ông đã nhiều lần được các nhà xuất bản cho viết lại và công bố dưới một hình thức mới. Theo thời gian, nó ngày càng trở thành một "kinh điển về cách cư xử", giới thiệu về phép xã giao, một "Knigge hiện đại" đã ra đời. Vì vậy, ngày nay từ "Knigge" ở Đức được dùng để chỉ các hướng dẫn về cách đối xử, và thuật ngữ "Knigge" thường có nghĩa là "cách cư xử tốt" hoặc "hành vi tốt", mà thường được hiểu lầm là sao chép cách cư xử phong nhã.